# Miguel Ahumada
Miguel Ahumada är en ort i Mexiko.   Den ligger i kommunen Ahumada och delstaten Chihuahua, i den nordvästra delen av landet, 1 400 km nordväst om huvudstaden Mexico City. Miguel Ahumada ligger 1 197 meter över havet och antalet invånare är 8 575.
Terrängen runt Miguel Ahumada är platt.  Trakten runt Miguel Ahumada är nära nog obefolkad, med mindre än två invånare per kvadratkilometer. Det finns inga andra samhällen i närheten. Omgivningarna runt Miguel Ahumada är i huvudsak ett öppet busklandskap.